# Busot
Busot ist eine südostspanische Gemeinde (municipio) mit 3.629 Einwohnern (Stand: 2024) in der Provinz Alicante der Valencianischen Gemeinschaft. 

## Geographie
Busot liegt sieben Kilometer westlich der Costa Blanca im Südosten Spaniens. Die Ortsmitte von Busot liegt etwa 19 Kilometer nördlich von Alicante und rund 35 Kilometer nordöstlich von Elche. Die Stadt liegt in der Metropolregion Alicante-Elche.

## Bevölkerungsentwicklung
| Jahr      | 2000  | 2001  | 2002  | 2003  | 2004  | 2005  | 2006  | 2007  | 2008  | 2009  | 2010  | 2011  | 2012  | 2013  |
| Einwohner | 1.717 | 1.793 | 1.875 | 1.998 | 2.127 | 2.421 | 2.643 | 2.847 | 3.021 | 3.148 | 3.257 | 3.314 | 3.412 | 3.429 |

## Sehenswürdigkeiten
- Burgruine (Castillo de Busot) vermutlich aus dem 12. Jahrhundert
- Canelobre Höhlen